# Gare de Kongsvinger
La gare de Kongsvinger est une gare ferroviaire de la Kongsvingerbanen située dans la commune de Kongsvinger. 

## Situation ferroviaire
La gare, établie à 148.1 m d'altitude, est située à 100.28 km d'Oslo.

## Histoire
La gare fut ouverte en même temps que la Kongsvingerbanen en 1862. 
Le bâtiment de la gare fut construit dans le style suisse par Johan Heinrich Günther Schüssler, lequel construisit d'autres bâtiments importants dans la ville. Le second bâtiment de la gare fut construit par Heinrich Ernst Schirmer et Wilhelm von Hanno. La gare fut officiellement inaugurée le 3 octobre 1862 en présence du roi Charles IV.
Le trafic passager sur la Kongsvingerbanen a été réduit et la Solørbanen n'a plus de trafic passager depuis 1994.  
La gare a une place importante dans le trafic de bois. Avec 430 000 mètres cubes à l'année, la gare de Kongsvinger était en 2010, le premier terminal de transport de bois de Norvège.
Une importante communauté japonaise vit sur place.

## Service des voyageurs

### Accueil
Elle est équipée d'une salle d'attente ouverte du lundi au vendredi de 4 h 40 à 21 h, le samedi de 9 h à 19 h et le dimanche de 11 h à 19 h. Il y a une billetterie dans le kiosque Narvesen, ouverte du lundi au vendredi de 6 h à 21 h.

### Desserte
La gare est desservie par des trains grandes lignes en directions d'Asker, Karlstad et Stockholm.

### Intermodalité
La gare possède un parking d'une centaine de places. À proximité de la gare se trouve un arrêt de bus. Tous les bus passant à Kongsvinger s'arrêtent à la gare et toutes les heures partent des bus en direction d'Oslo, Elverum et Arvika.